# Yankeetown
Yankeetown is een plaats (town) in de Amerikaanse staat Florida, en valt bestuurlijk gezien onder Levy County.

## Demografie
Bij de volkstelling in 2000 werd het aantal inwoners vastgesteld op 629.
In 2006 is het aantal inwoners door het United States Census Bureau geschat op 689, een stijging van 60 (9.5%).

## Geografie
Volgens het United States Census Bureau beslaat de plaats een oppervlakte van
52,6 km², waarvan 20,3 km² land en 32,3 km² water. Yankeetown ligt op ongeveer 3 m boven zeeniveau.

## Plaatsen in de nabije omgeving
De onderstaande figuur toont nabijgelegen plaatsen in een straal van 32 km rond Yankeetown.